# Sjuksystrarna på Fredenslund
Sjuksystrarna på Fredenslund (danska: Sygeplejeskolen) är en dansk dramaserie från 2018. Den sjätte säsongen sändes i Danmark hösten 2024 och samtidigt spelades den sjunde säsongen in, som planeras att sändas 2025. I Sverige sändes säsong 5 under 2022.

## Handling
Serien utspelar sig i Köpenhamn på 1950-talet, då man under en period med stor brist på sjuksköterskor, på försök antar män till utbildningen. De manliga sjuksköterskeeleverna får brottas med den äldre generationens fördomar om manliga sjuksköterskor samt med sin egen önskan att ge sitt bästa för patienterna.

## Rollista i urval
- Molly Blixt Egelind - Anna Rosenfeld
- Jesper Groth - Bjørn Toft
- Jens Jørn Spottag - Bent Neergaard
- Anette Støvelbæk - Ruth Madsen
- Benedikte Hansen - Margrethe Lund
- Thue Ersted Rasmussen - Christian Friis
- Mikkel Hilgart - Peter Rømer
- Anna Stokholm - Lis Sommer
- Ulla Vejby - Else Andersen
- Katrine Greis-Rosenthal - Nina Neergaard
- Morten Hee Andersen - Erik Larsen
- Asta Kamma August - Susanne Møller
- Helena Fagerlin Widenborg - frk. Holm
- Jakob Åkerlind - Aksel Rasmussen